# Antología, su historia y sus éxitos (DVD)
Antología, su historia y sus éxitos es un DVD de la banda chilena Los Prisioneros.
Incluye un documental grabado por Cristián Galaz en 1991, durante una de las últimas giras de la banda antes de su primera separación, en el que se intercalan algunos de sus videoclips. Fue lanzado en 2001 como material complementario del álbum doble del mismo título.

## Vídeos
Documental
1. «Sexo» (1988)
2. «El baile de los que sobran» (1991)
3. «Maldito sudaca» (1988)
4. «We are sudamerican rockers» (1989)
5. «Tren al sur» (1990)
6. «El cobarde» (inédito) (1991)
7. «Estrechez de corazón» (1990)
8. «Corazones rojos» (1990)
9. «Paramar (acústico)» (inédito) (1991).

Bonus
- «No necesitamos banderas»
- «Lo estamos pasando muy bien»

Galería de fotos (discografía)
- Detalle de sus álbumes
- Lista de temas
- Letras de canciones

- Datos: Q5697430